# 라 토레 데 마벨
《라 토레 데 마벨》(스페인어: La torre de Mabel)는 2021년 방영된 칠레의 텔레노벨라이다.